# TJ Sokol Kukleny
TJ Sokol Kukleny byl tělovýchovný spolek, který fungoval v Kuklenách s různými přestávkami v letech 1884-2004.

## Historie
20. září 1884 se uskutečnila v hostinci U Pilnáčků schůze vlastenecky cítících mužů, kteří uvažovali o založení TJ Sokol v Kuklenách. Svolána byla ing. Františkem Rösslerem. Předsedal jí dr. H. Marek, zapisovatelem byl Boh. Chmelař. Zúčastnilo se jí 45 osob, které v hlasování jednoznačně podpořily založení místní sokolské jednoty. Prozatímním vedením byli pověřeni Dr. H. Marek, Ing. František Rössler, Adolf Pilnáček, Boh. Chmelař, Josef Helvich a Boh. Weidner. V ustavující schůzi 27. září téhož roku byl zvolen jednatelem Boh. Chmelař a pokladníkem Josef Helvich. Spolkové stanovy byly po přečtení schváleny a předloženy okresnímu hejtmanství. Ještě téhož roku je místodržitelství potvrdilo. Prvním zakoupeným tělocvičným nářadím byla hrazda, bradla, můstek, tyče k prostocviku a 2 žíněnky. První valná hromada byla konána 23. listopadu 1884. Při první valné hromadě se za člena přihlásilo 26 místních občanů, starostou byl zvolen dr. Hynek Marek, náčelníkem František Rössler a jednatelem Bohumil Chmelař.
První domácí veřejné cvičení se uskutečnilo 14. června 1885. Během následujících 40 let vzrůstal počet členů tak, že jednota měla před 1. světovou válkou v roce 1914 86 členů. Po převratu příliv členstva nadále vzrůstá až na 180 členů.
Během trvání jednoty byla slavena její jubilea. Výročí 10 let trvání bylo oslaveno 25. listopadu 1894 tělocvičnou akademií, dvacetileté jubileum okrskovým cvičením v bývalém cukrovaru 26. června 1904, pětadvacáté výročí veřejným cvičením na náměstí 4. července 1909, třicetileté jubileum okrskovým cvičením v Plakvičově zahradě a čtyřicáté výročí slavnostním večerem v hotelu Černý kůň 8. listopadu 1924.
Jednota se účastnila výletů, veřejných cvičení, župních cvičení a sjezdů v Litomyšli a Poličce, ve Vysokém Mýtě 1888, župních cvičení v Holicích 1889, slavnosti Ústřední matice školské v Pardubicích 17. srpna 1890, cvičení v Plotištích 1890, župních cvičení v Žamberku 1891, při odhalení pomníku J. A. Komenského v Hořicích 1892, župního cvičení v Chrudimi 1893, sletu moravskoslezského v Brně 1894 s výletem na Macochu, při založení sokolské jednoty v Dobřenicích, cvičení I. okrsku župy Orlické na Střelnici 1901, všesokolských sletů a mnoha jiných sokolských okrskových i župních cvičení, zájezdů a podniků.
Některá cvičení sama pořádala (16. července 1893 okrskové cvičení, 19. června 1904 veřejné cvičení Sokolské župy Orlické na nádvoří akciového cukrovaru). 12. prosince 1895 jí okresní školní rada povolila používat jednu školní místnost k poučným přednáškám. Též byly uspořádány koncerty ve prospěch sletových fondů, Ústřední matice školské, Severočeské jednoty, ve prospěch stavby sokolovny a jednota pořádala též sbírky na zřízení opatrovny v Kuklenách, hojně podporovala spolek Komenský ve Vídni či menšinové sokolské jednoty. Samozřejmá byla její účast na významných jubileích a veřejných akcích, např. 14. července 1898 oslavil Sokol sté narozeniny Františka Palackého.
Počátkem 20. století má místní sokolská organizace velkou nevýhodu v tom, že nemá svoji vlastní budovu. Proto se mnohokrát snaží přesvědčit místní školní radu, aby jí pronajala školní tělocvičnu, samozřejmě neúspěšně. Teprve v prosinci 1912 dostane svolení, přičemž je usneseno, že o tom nemá být nic oznámeno okresní školní radě. Konec slibnému vývoji jednoty však udělala 1. světová válka. Po převratu v říjnu 1918 se její členové účastní strážní služby. Od června 1919 se jednota musela o školní tělocvičnu rozdělit s místní DTJ. Sokol cvičil v pondělí, ve středu a v pátek. DTJ v úterý, ve čtvrtek a v sobotu. Ve 20. letech 20. století bylo jejím jediným majetkem hřiště, zakoupené za 85 000 Kč od dědiců Brousilových v Kuklenách, tělocvičné nářadí a knihovna o 460 svazcích. V roce 1924 byl starostou JUDr. Milan Homoláč, jednatelem Josef Kalvas a náčelníkem Otakar Koros.
Pro jednotu byl zvlášť významný rok 1930, kdy si postavila vlastní tělocvičnu. Stavba byla dokončena tak, že již 18. a 19. října téhož roku mohly být uspořádány slavnosti jejího otevření. K tomu je třeba poznamenat, že Družstvo pro postavení Sokolovny bylo ustaveno 24. srpna 1920. Další významnou akcí bylo 1. července 1934 pořádání sletu Sokolské župy Orlické.
Druhou stopkou v činnosti jednoty byla 2. světová válka, i když do roku 1941 do rozjetí „Akce Sokol“ byli kuklenští sokolové známi výtečnými turnaji v házené, jejichž protektorát měla vždy městská rada a konaly se pravidelně od 20. let. Poválečné období nepřineslo místní jednotě také nic dobrého. V roce 1948 na sebe upozorňuje vedle fotbalu i místní házená, zejm. šlo o dorost. Ten např. zvítězil 3. října 1948 nad dorosteneckým družstvem Sokola Holohlavy 4 : 2.
31. ledna 1951 se kuklenský Sokol na své členské schůzi se rozhodl sloučit se sokolskou jednotou Instalačních závodů n. p. Hradec Králové. Jednotný národní výbor v Hradci Králové zapisuje do svého spolkového katastru novou organizaci pod názvem Závodní sokolská jednota Instalačních závodů (Zn.III-262/1951). Taktéž potvrzuje i zánik kuklenského Sokola.
V roce 1953 dochází k reorganizaci ROH. Důsledkem je změna názvu na DSO (dobrovolná sportovní organizace) Tatran - Stavomontáže. Poslední zpráva o existenci organizace je z roku 1955.
V 60. letech, nejméně od roku 1962, kdy se objevují v dobovém tisku zprávy o fotbalových utkáních, hrají pod hlavičkou TJ Sokol místní fotbalisté, a to až do roku 1981, kdy se mění název oddílu z tehdejšího TJ Sokol Kukleny na TJ Montas Hradec Králové, jež v následujícím roce měla celkem 537 členů a provedla rozsáhlou adaptaci staré sokolovny. Její členové tehdy jen nesportují, ale za spolupráce s občanskými výbory brigádničí – udržují veřejná prostranství, sbírají a odvážejí železný šrot apod. Novodobá sokolská jednota byla založena 29. ledna 1993, ale již 29. září 2004 zanikla.